# گرفتن پلهام ۱۲۳
گرفتن پلهام ۱۲۳ (به انگلیسی: The Taking of Pelham 123) نام یک فیلم درام جنایی محصول سال ۲۰۰۹ به کارگردانی تونی اسکات (برادر ریدلی اسکات) است. فیلم اقتباسی از رمانی به همین نام نوشته مارتون فیدگون، در عین حال بازسازی فیلمی تلویزیونی به همین نام در سال ۱۹۷۴ می‌باشد. نویسندگی این فیلم برعهده برایان هنگلند و جان گدی بوده‌است. از بازیگران این فیلم می‌توان به دنزل واشینگتن و جان تراولتا اشاره کرد.

## داستان
چهار ماجراجو به سرکردگی رایدر (جان تراولتا) در متروی نیویورک یک قطار را که از ایستگاه پلهام می آید می دزدند، مسافران را گروگان می گیرند و ده میلیون دلار مطالبه می کنند. والتر گاربر (دنزل واشینگتن) در نقش کارمند اداره ترانزیت نیویوک قهرمان فیلم است.

## بازیگران
- دنزل واشینگتن....... والتر گاربر
- جان تراولتا....... رایدر
- جیمز گاندولفینی..... شهردار نیویورک
- جان تورتورو.......کامونتی
- لوئیس گازمن........ فیلیپ رموس
- مایکل ریسپولی........ جان جانسون
- جان بنجامین هیکی........ مشاور شهردار
- جیسون باتلر هارنر........ آقای توماس
- آنجانو الیس........ همسر گاربر
- برایان هالی........ کاپیتان هیل
- بنگا آکینابه
- فرانک وود